# Škoda MTH
Dělostřelecký tahač Škoda MTH (zkratka Malý Traktor Housenkový) byl československý lehký pásový dělostřelecký traktor vyráběný firmou Škoda v Plzni v letech 1935–1939. 
Ve třech sériích bylo vyrobeno celkem 55 kusů.
Tahače byly užívány československými dělostřeleckými pluky od roku 1936 až do roku 1939. Po obsazení Československa německou armádou v březnu 1939 se nacházelo 11 tahačů na Slovensku, ostatní byly převzaty Wehrmachtem, kde získaly označení Leichter Raupenschlepper MTH. Po druhé světové válce byly tahače tohoto typu používány v Československé armádě do padesátých let.
Tahač MTH byl postaven na podvozku tančíku Škoda MU-4. Jeho motor Škoda HT18 mohl pracovat bez přerušení po dobu šesti hodin bez doplňování paliva, avšak při velmi nízké rychlosti. Tahač mohl dopravovat zařízení o hmotnosti až 1800 kg a vézt zatížení 600 kg.

## Technické údaje
- Hmotnost: 3,11 t
- Délka: 3,16
- Šířka: 1,67 m
- Výška: 1,51 m
- Osádka: 2 muži
- Pohon: dvouválec Škoda HT18
- Obsah motoru: 2760 cm³
- Výkon: 32 k
- Maximální rychlost: 10,2 km/h
- Operační dosah: 6 h